# 築捨村
築捨村（つきすてむら）は、かつて岐阜県安八郡にあった村である。
現在の大垣市築捨町などに該当する。

## 歴史
- 1645年（正保元年） - 禾森村の南で新田開発が行われ、築捨新田が成立。後に築捨村に改称。
- 1701年（元禄14年） - 東築捨村と西築捨村に分立する。
- 1868年（明治元年） - 東築捨村と西築捨村が合併し、築捨村となる。
- 1889年（明治22年）7月1日 - 町村制により、築捨村が発足。
- 1897年（明治30年）4月1日 - 東前村、禾森村、高橋村、長沢村、江崎村と合併し安井村が発足。同日築捨村廃止。